# Deathmatch Classic
Deathmatch Classic är en multiplayermodifikation till FPS-spelet Half-Life skapat av Valve som en hyllning till id Software, och är en remake av multiplayer-delen av id Softwares spel Quake. Deathmatch Classic finns även tillgängligt på Steam.

## Gameplay
I den ursprungliga utgåvan ingår fem banor konverterade från Quake.
Gameplayen är för det mesta som Quake, med samma vapen, (förutom Half-Lifes kända kofot som närkampsvapen) rustningar och power-ups.